# Biserica Buna Vestire din Iași
Biserica Buna Vestire este localizată în Iași pe strada Buna Vestire nr 1. Are hramul "Buna Vestire" (25 martie). Biserica a fost zidită în anul 1816 de către vornicul Ioan Tăutu și soția sa, Maria. Printre ctitori se află și Mihail Kogălniceanu. El a fost cununat aici, familia sa fiind printre cei mai de seamă enoriași.

## Istoric
Biserica „Buna Vestire” din Iași a fost ctitorită de către vornicul Ion Tăutu și soția sa, Maria, între anii 1816-1818. Ioan Tăutu descindea dintr-o familie ilustră și foarte veche, avându-l ca înaintaș pe marele logofăt I. Tăutu, cel care l-a slujit cu credință pe Ștefan cel Mare și Sfânt.
Biserica „Buna Vestire”, prin personalitatea pe care o arată în primul rând prin arhitectura interioară, prin slujitorii care au deservit-o și prin enoriașii ei ajunge să ocupe un loc distinct între zidirile religioase ale Iașului, începând din secolul al XIX-lea. Biserica actuală se distinge prin naosul aproape rotund și foarte generos și prin pronaosul redus în dimensiune, ceea ce dă posibilitatea credincioșilor să se apropie foarte mult de Sfântul Altar. Catapeteasma, lucrată din lemn de stejar și tei, cu pilaștri și capiteluri corintice, a fost poleită în totalitate cu foiță de aur și de argint. Pictura murală a fost realizată, așa cum rezultă din textul scris pe arcada de deasupra catapetesmei, în anul 1859, pe cheltuiala doamnei Ana Tăutu, de către Ioan Rodovan – zugrav. Lucrări de reparații și îmbunătățiri s-au făcut între anii 1975 - 1977, iar între anii 1978-1979 s-a restaurat pictura de către pictorul Ilie Schipor și s-au făcut strane noi. Biserica „Buna Vestire” a fost sfințită în 1820 de mitropolitul Moldovei Veniamin Costache și resfințită de I.P.S. Teoctist, în aprilie 1980. În biserica actuală au slujit mai mulți ierarhi, unii dintre ei, prin funcțiile ce le-au deținut, având un rol important în viața religioasă sau culturală a țării. Astfel, în veacul al XIX-lea au slujit în biserica actuală mitropolitul Veniamin Costache, apoi Sofronie Miclescu și nepotul său Calinic, ajuns mitropolit, arhiereii Meletie Stavropoleos, Ghenadie Șendrea și Nectarie Hermeziu. Se cuvine a se menționa că Arhiereul Meletie a avut un rol hotărâtor în ceea ce privește biserica, el fiind cel care a donat cinci case pentru uzul tuturor deservenților și cel care a dat strălucire bisericii.
Cu ocazia împlinirii a 190 de ani de la finalizarea lucrărilor de construcție a Bisericii „Buna Vestire” a fost realizată lucrarea „Parohia Buna Vestire – Iași. File de monografie”. Puține sunt parohiile ce se pot lăuda cu atât de multe personalități care le-au fost enoriași, multe dintre ele susținând material și biserica: Mihail Kogălniceanu, A. D. Xenopol, Titu Maiorescu, Nicolae Gane, Vasile Pogor, Lascăr Catargi, Theodor Pallady, Ștefan și Veronica Micle, Theodor Rosetti (fratele doamnei Elena Cuza), Rudolf Suțu, Calistrat Hogaș, Petru Poni, Eduard Caudella, Adela Kogălniceanu, Grigore Sturdza, Gheorghe I. Brătianu și mulți alții.